# 衛生昆虫学
衛生昆虫学（えいせいこんちゅうがく、英語: Sanitary Entomology）とは、人間に公衆衛生上の害を与える虫に対する理解を深め、コントロールすることを目的とした昆虫学の一分野である。

## 概要
昆虫が媒介する感染症は世界中で猛威を奮っており、その感染者数は年間4億人を超えている。例えばアフリカや南米で主に発症しているマラリア、デング熱などの蚊を媒介した病気や、アフリカ睡眠病などのハエ目の昆虫が媒介するウイルスによる病気が挙げられる。そういった病気を未然に防ぐために、病原性になり得る昆虫媒介ウイルスの早期発見や媒介昆虫の発生抑制などを研究する分野である。

## 歴史

### 日本での近年の問題
以前は衛生害虫を研究する大学は豊富にあった。しかし、研究費の削減や重要性の認知低下にともない研究室の数は減少し、現在ではほとんどない。平成２６年、東京都でデング熱の発症者が発見された。感染者は、東京の代々木公園内で感染したとされ、急遽代々木公園周辺で専門家の指導の下、対策に乗り出した。しかし、国内における研究者の数が極端に減っており、対策は難しくなっていた。近辺の公園にも波及していたが、初期段階であったが故になんとか食い止めることが出来た。少しでも遅れていば、全国への感染は止まらなかったと考えられている。国内の研究者の減少が非常事態に対応できなくなっていくのではないかということが認識されたが、依然、衛生害虫を研究する研究機関は少ない。

## 主な研究・教育組織
- 長崎大学熱帯医学研究所／大学院医歯薬学総合研究科　新興感染症病態制御学系専攻[1]
  - マラリアなどの病原の媒介者としての害虫・昆虫研究のできる数少ない衛生系の拠点。
- 九州大学大学院農学研究院　生物資源科学府　資源生物科学専攻[2]
  - 2018年に新たに創設された衛生昆虫学研究室。世界的に問題が拡大している「昆虫媒介性病原体」について、先端的研究による問題の解明と、これらに関する諸問題に精通した人材の育成を目標としている。